# Vlastimil Válek
Vlastimil Válek, née le 17 mai 1960 à Brno, est un homme politique et médecin tchèque, membre du mouvement politique tchèque TOP 09.

## Biographie

### Situation personnelle
Vlastimil Válek est né en 1960 à Brno. Il a passé son enfance à Poštorná et Břeclav et est diplômé du lycée de Břeclav en 1979. Il est diplômé de la Faculté de médecine de l'université Masaryk (MUNI) en 1985 avec un diplôme en radiodiagnostic, et la même année a rejoint le personnel de l'hôpital universitaire de Brno. à Bohunice, où il dirige actuellement le département de radiologie et de médecine nucléaire, spécialisé dans le diagnostic et le traitement des tumeurs abdominales.
Depuis 1993, il travaille également à la Faculté de médecine MUNI en tant que professeur de radiologie. Pour la période de 2014 à 2017, il a été élu président de la Société tchèque de radiologie de la Société médicale tchèque JE Purkyně. Il a publié des recherches dans des revues médicales tchèques et étrangères et donne régulièrement des conférences dans des conférences et universités étrangères.

### Parcours politique
En 2010, Válek a été élu non partisan pour le TOP 09 par des représentants du district de la ville de Brno-Líšeň. Il rejoint ensuite le parti TOP 09 en 2013 et défend son siège aux élections de 2014. Lors des élections régionales de 2012, il a été élu à l'Assemblée régionale de Moravie du Sud.
Aux élections législatives de 2017, il est le leader du TOP 09 dans la région de Moravie du Sud et a été élu à la Chambre des députés. En novembre 2019, il est élu vice-président du TOP 09, et en janvier 2021 également président du groupe parlementaire du parti. Il a été réélu à la Chambre des députés en 2021, puis nommé ministre de la Santé dans le nouveau gouvernement de Petr Fiala.
En janvier, le ministère de la Santé sous sa direction décide de ne pas tenir compte de l'avis de l'Institut national de contrôle des médicaments (SÚKL) et autorise temporairement l'administration d'une dose de rappel du vaccin Comirnaty de Pfizer/BioNTech aux enfants âgés de 12 à 15 ans. Selon Irena Storová, qui dirige le SÚKL, il n'existe pas encore suffisamment de données pour une éventuelle recommandation d'une dose de rappel pour cette catégorie d'âge. Elle ne se souvient également pas que le ministère ait jamais dans le passé « ignoré » la recommandation des experts de l'institut.